# Putian
Putian (em chinês 莆田) é uma cidade da República Popular da China, localizada na província de Fujian. 

## Turismo
A ilha Meizhou, localizada em Putian, é considerada o local de nascimento da deusa Mazu, sendo um local de peregrinação.